# エレファンク庭
エレファンク庭（エレファンクガーデン、略称:エレ庭、エレガ）は、かつて存在したzoppプロデュースの日本の女性アイドルグループである。所属事務所はZAZA Inc。
グループのファンの総称は「庭師」。

## 概要
2018年12月結成。エレクトリック、ファンク、ディスコ、二面性のある歌詞をアイドルがSing & Danceというコンセプトの元、「青春アミーゴ / 修二と彰」「抱いてセニョリータ / 山下智久」「恋のABO / NEWS」などメガヒット曲の作詞を手がけた作詞家のzoppが、オーディションとスカウトでメンバーを集め結成。「お洒落だけど、ヒューマニティー」がキャッチコピー。2025年5月解散。

## メンバー
公式サイトにおけるプロフィール。

### 解散時のメンバー
| 氏名     | 読み            | 出身地 | 誕生日   | 血液型 | 担当                 | お洒落                                                     | ヒューマニティ                                                      | 備考 |
| -------- | --------------- | ------ | -------- | ------ | -------------------- | ---------------------------------------------------------- | ------------------------------------------------------------------- | --- |
| 早美嘉純 | はやみ かすみ   | 大阪府 | 10月13日 | O型    | ボーカル＆ダンス担当 | 自己表現                                                   | 靴下8割片一方疑惑、部屋の掃除をしていたら一人ミュージカルが開演する | 2019年9月13日加入 愛称:かすみん、かっちゅん メンバーカラーはオレンジ キャッチコピーは「エレファンク庭のソウルシンガー」 ファンネームは「はや民共和国」 |
| 長谷川怜 | はせがわ れい   | 東京都 | 5月15日  | B型    | ボーカル＆ダンス担当 | 香水がお守り                                               | 朝が超絶苦手                                                        | 2021年2月1日加入 愛称:れいちゃん、ガワちゃん メンバーカラーはピンク キャッチコピーは「エレファンク庭の天邪鬼ベイビー」 ファンネームは｢ニラ師｣          |
| 一岡杏奈 | いちおか あんな | 東京都 | 1月30日  | A型    | ボーカル＆ダンス担当 | 猫より人懐っこい、寝起きダッシュ、お腹が空くと機嫌悪くなる | 綺麗なものを見る                                                    | 2024年4月1日加入 愛称:あんな メンバーカラーは赤 |
| 神咲里奈 | かんざき りな   | 東京都 | 10月20日 | 不明   | ボーカル＆ダンス担当 | 愛情深い                                                   | ビッグシルエット大好き女子                                          | 2024年4月1日加入 愛称:りな メンバーカラーは紫 |

### 元メンバー
| 氏名       | 読み              | 出身地 | 誕生日   | 担当                 | お洒落                              | ヒューマニティ                                                                              | 備考 |
| ---------- | ----------------- | ------ | -------- | -------------------- | ----------------------------------- | ------------------------------------------------------------------------------------------- | --- |
| 安藤芽才実 | あんどう めざみ   | 東京都 | 5月23日  | ボーカル＆ダンス担当 | お洋服                              | ちょっぴり泣き虫だけど、たまに毒を漏らしちゃう。めぇたんランドは東京都。めぇたんランド最高! | 結成メンバー 加入当時は中学3年生の最年少メンバー 愛称：めざみん、めぇたん メンバーカラーはピンク キャッチコピーは「いちごミルクにおぼれたい」 ファンネームは「めざみん属」 2019年2月7日脱退 |
| 橋本愛夢   | はしもと あむ     | 東京都 | 12月25日 | ボーカル＆ダンス担当 | ピンクの電動自転車、おさがりのsacai | 甘い物を食べたらしょっぱい物を食す                                                          | 結成メンバー 愛称：あむち メンバーカラーは黄 キャッチコピーは「エレファンク庭の元気な太陽」 ファンネームは「あむあむず」 2020年8月4日脱退                                                   |
| 東条優希   | とうじょう ゆうき | 愛知県 | 9月22日  | ボーカル＆ダンス担当 | どんな服でも愛せれる精神            | 会話時に主語を忘れ身振り手振りで伝えがち                                                    | 結成メンバー 愛称：ゆうちゃん メンバーカラーは赤 キャッチコピーは「身長168cm、エレ庭の真っ赤な東京タワー」 ファンネームは「東条組」 2020年8月4日活動休止 2020年9月7日卒業                   |
| 新川蘭     | あらかわ らん     | 大阪府 | 8月19日  | ボーカル＆ダンス担当 | 蘭の字数                            | 帰宅途中の独り言、ぽっちゃりしやすい                                                        | 結成メンバー 愛称：らんらん メンバーカラーは緑 キャッチコピーは「エレファンク庭のマルチビタミン」 ファンネームは「新川JAPAN」 2021年12月28日卒業                                            |
| 椎名美友   | しいな みゆう     | 大阪府 | 12月3日  | ボーカル＆ダンス担当 | お洒落とは何かを探すこと            | 物忘れが激しい、1個のことにしか集中できない                                                 | 結成メンバー 愛称：みゆう、ちゃんみゆ メンバーカラーは青 キャッチコピーは「エレファンク庭のダンスマシーン」 ファンネームは「椎名班」 2022年12月1日脱退                                      |
| 北島摩耶   | きたじま まや     | 東京都 | 4月12日  | ボーカル＆ダンス担当 | メイク                              | 綺麗好き                                                                                    | 2022年5月18日加入 愛称：まやちゃん、まやぽよ メンバーカラーは紫 2023年11月29日脱退 |
| 松本真依   | まつもと まい     | 千葉県 | 3月22日  | ダンス＆ボーカル担当 | アクセサリー                        | 涙もろい                                                                                    | 2022年11月20日加入 愛称：まいちゃ、まい太郎 メンバーカラーはアクアブルー 2023年11月29日脱退                                                                                                 |

## 略歴

### 2018年
- 6月23日、エレファンク庭 公式YouTube開設。zoppプロデュース第2弾アイドル[オーディション募集]が公開 [3]。一次審査：6月23日 - 8月10日（書類審査）二次審査：7月26日・8月11日（オーディション面接：青山RizM）最終審査：8月15日 - 27日。仮メンバー決定。後に様々な実践を経て最終メンバー決定。
- 12月15日、「橋本愛夢」「東条優希」「安藤芽才実」「椎名美友」「新川蘭」の5名で「エレファンク庭」の結成を発表 [4]。
- 12月28日、公式YouTubeにてドキュメンタリーMV「立つ鳥跡を濁せ」を公開 [5]。
- 12月29日、デビュー前に異例の1st.ワンマンライブ決定。翌年2019年12月29日、渋谷WWW Xにて開催を発表 [6] [7]。公式Twitterアカウントよりファンネーム「庭師」がハッシュタグ付けで発表。

### 2019年
- 1月5日、「です。ラビッツえみ＆部長生誕祭2019」（方南町Mboxx）にてライブデビュー。「立つ鳥跡を濁せ」「エウレカ！エウレカ！」「エレファンク庭」の3曲を披露。
- 1月23日、動画投稿オーディションアプリ「mysta」に参加を表明。
- 2月3日、同年12月29日に開催される1st.ワンマンライブの公演名が「ヒトトキノ無我夢中」に決定。翌日4日より各プレイガイドにて販売開始。
- 2月8日、「安藤芽才実」が一身上の都合により 2月7日付けで脱退を発表 [8]。
- 3月9日、「GIRLS CROSS」（新宿SAMURAI）にて新曲「39平成」を初披露。
- 3月25日、アプリ「mysta」の【渋谷】街頭ビジョンの広告で有名になりたい で初の1位獲得。4月30日 - 5月6日、渋谷の7か所のビジョンで毎時2回 60秒の広告動画がオンエア。
- 4月20日、mysta:ヨコハマカワイイパーク出演権を懸けて4月4日より3週に渡り行われたオーディションに 最終週で1位獲得し出演を決める。
- 4月21日、初の主催ライブ「庭には四羽鶏がいる」（方南町Mboxx) 開催。新曲「札束ビンタ」披露。
- 4月26日、「ギュウ農フェス春のSP2019」新木場スタジオコーストに最終出演者として発表される。ゴールデンウィーク10日間、13イベントの詳細が発表され、全てのイベントに参加した観客にはスペシャルサンクス特典が発表される。
- 5月3日、ヨコハマカワイイパーク　カワイイパレード、および山下公園ステージにてライブ出演。翌月6月7日付の日刊スポーツ芸能面に 「mysta」の広告枠に出演者として掲載されたほか、6月27日付の日刊スポーツ定期購読版折り込み紙面にヨコハマカワイイパークのカラー紙面に掲載される。
- 5月6日、「ギュウ農フェス春のSP2019」（新木場スタジオコースト）ラウンジステージ出演。
- 5月12日、「愛踊祭2019【関東・甲信越Bエリア】代表決定戦」にエントリー。
- 6月30日、主催ライブが月例定期化決定。翌月の7月19日、「庭には四羽鶏がいるvol.2」(GARRET udagawa)開催を発表。初の定期主催ライブは「mysta」の賞金を還元する形で入場料1000円で女性は無料。
- 7月7日、エレファンク庭デビュー半年のサプライズ。特典会開始前にメンバーに花束が贈呈される。武井麻里子 pre.「エレ日。vol.14」（下北沢Mosaic）
- 7月13日、エレファンク庭初の大阪遠征でのライブ。「Another World vol.2」（OSAKA RUIDO）、Mezzo Forte in 味園（味園ユニバース）の2公演。
- 7月14日、「愛踊祭2019【関東・甲信越Bエリア】代表決定戦」（原宿ベルエポック美容専門学校）に出場。
- 7月19日、初の月例定期主催ライブで発表多数。
- 8月1日、「橋本愛夢」が、ミスID2020セミファイナリストに選出。cheerzイベント、アー写.comのアーティスト写真販売枚数ランキングで9月23日までファイナリスト進出を狙う。最終面接、11月10日成績集計、11月23日に受賞者発表。
- 8月10日、「エレファンク庭」デジタルシングルDL配信開始。翌月7日に初のオフ会イベント「エレファンクBBQ庭」開催を発表。定員30名で募集開始、即、定員達成。
- 8月15日、「橋本愛夢」ミスID2020、中間発表。cheerzイベント10位、アー写.com販売枚数3位。
- 8月25日、ダブルA面シングル 1st.Single「エレファンク庭/ICARUS」リリース。主催ライブ「庭には三羽鶏がいる　新川蘭バースデー&1st Singleリリース記念公演」（方南町 Mboxx）新曲「ICARUS」公開。 次回9月13日の定期主催ライブにて新メンバー加入を発表。（映像はモザイク処理、音声も加工されており、メンバー名も非公開のまま。当日まで発表なし）
- 8月26日、エレファンク庭公式サイトにてSTORE（オンラインストア）がオープン。
- 9月13日、「庭には二羽鶏がいる　東条優希バースデー&新メンバーお披露目記念」（青山RizM）にて新メンバーの「早美嘉純」がお披露目となる [9]。新アーチスト写真（グループ、個人）公開。CD-R「DADA」発売開始。次回10月20日「庭には六羽鶏がいる 2部　Halloween Night」（青山RizM）は2部構成。その第2部で新曲初披露を予告。
- 9月15日、2nd.Single「Romantic Discotique」リリース決定。
- 9月19日、「ギュウ農フェスクロニクル（シリーズフォトブック）」vol.1の表紙8種類のうちの一つにエレファンク庭が選ばれる。翌月10月下旬より店頭販売開始。
- 9月23日、「橋本愛夢」ミスID2020 最終結果発表。cheerzイベント13位、アー写.com販売枚数1位でファイナリスト進出。
- 10月5日、「ギュウ農フェス秋のSP 爆音大収穫祭 road to 2020」（新木場スタジオコースト）に出演[10]。
- 10月20日、「庭には六羽鶏がいる 2部　Halloween Night」（青山RizM）にて新曲「Tick-Tack Tick-Tack」初披露。
- 10月30日、特典会のレギュレーションが一部変更。ご新規さま特典：無料2ショットチェキ券を導入開始。
- 11月4日、「橋本愛夢」ミスID2020卒業式に参加。
- 11月15日、「庭には四羽鶏がいるvol.3 2nd SGリリースパーティー & 椎名美友バースデーアニバ」（青山RizM）にて新曲「Romantic Discotique」初披露＆2nd.Singleとしてリリースを発表。カップリング曲が違う2タイプでのリリースとなる。同年11月30日に目指せワンマンソールドアウトイベント「イチニチノ無我夢中」（青山RizM）開催決定。「イチニチノ無我夢中」は3部構成で入場無料。3部以外はワンマンチケットのみの販売。特典会参加希望者は当日、ワンマンチケット購入（ワンマンチケット購入特典アリ）。手売りチケット分140枚のソールドアウトを目指す。その後 手売りチケット完売後は通常の特典会にて新曲「サヨナラモラハラ」CD-R発売をする。2020年1月5日に1周年記念ライブ、同年1月7日に1周年記念トークイベント開催決定を発表。
- 11月30日、「イチニチノ無我夢中」（青山RizM）開催。3部構成で各部ライブ30分、トーク30分、特典会120分、休憩30分、のべ10時間のロングイベントを開催。第1部にて新曲「サヨナラモラハラ」初披露。ワンマンチケット購入特典にメンバー別50種類50枚限定生写真を追加。無事に第2部特典会で手売りチケット分140枚をソールドアウト。
- 12月26日、「南波一海のアイドル三十六房・年忘れ！R-1グランプリ2019/FRESH LIVE」にてCD-R「DADA」が24位にランクイン。
- 12月27日、アプリ「mysta」のミツバビジョンアキハバラ広告掲載権にて1位獲得。2020年1月中の4日間 15分に1回 60秒間の広告動画オンエアが決定。
- 12月29日、エレファンク庭の初ワンマンライブを渋谷WWW Xにて開催。

### 2020年
- 1月4日、初のファンミーティング「Gardening Free」（DESEO mini)、翌月21日に開催決定。入場無料。
- 1月5日、エレファンク庭活動1周年。同日デビューの15GERMと対バンライブ2本開催（新宿FATE）。
- 1月7日、「URA庭～エレファンク庭活動1周年記念トークイベント」（新宿ネイキッドロフト）開催。MCは大坪ケムタ。
- 1月24日、ミツバビジョンアキハバラにて2月10日リリースのInstEP「GARDENERS」の広告動画が放映開始。毎時4回 15分おきに60秒の動画。1月27日まで。
- 2月2日、エレファンク庭公式サイトにて「新型コロナウイルスの感染予防のため、物販・特典会での対応まとめ」を発表。
- 2月12日、WIZYとのコラボレーション企画「ICARUS」MV制作のためのクラウドファンディングを2月14日18時より開始を発表。3月18日23時59分まで [11]。
- 2月21日、初のファンミーティング「Gardening Free」（DESEO mini）開催。
- 2月26日、日本政府からの要請（集客を伴うスポーツ・文化イベント開催を2週間、中止や延期、規模縮小など自粛を呼びかけ）を受け、エレファンク庭は2月26日から翌月3月11日までの2週間 ライブ出演（全6公演）の自粛を決定。
- 3月12日、【新型コロナウイルス感染拡大によるライブ活動自粛について［第2報］】（エレファンク庭公式サイト）。3月20日までライブ活動（全3公演）の自粛を決定。3月20日以降の活動については政府発表、今後の経過を踏まえて判断する予定。エレファンク庭のプロデューサーzoppのTwitterより翌々月の5月5日にアルバム発売に向け順調に進行中と投稿される。
- 3月18日、WIZYとのコラボレーション企画「ICARUS」MV制作のためのクラウドファンディング期日終了。
- 3月20日、【新型コロナウイルス感染拡大によるライブ活動自粛について［第3報］】（エレファンク庭公式サイト）。3月末までのライブ活動（全10公演）の自粛を決定。
- 3月23日、エレファンク庭 Presents 人数限定主催イベント「Private Garden vol.1」、3部構成、各部限定5名様ライブを4月3日開催を発表。
- 3月24日、【新型コロナウイルス感染拡大によるライブ活動自粛について［第4報］】（エレファンク庭公式サイト）。東京都知事からの新型コロナウイルスに関する新たな対応方針の発表を受け、4月12日まで対バンLIVE活動は自粛。
- 3月27日、【新型コロナウイルス感染拡大による主催ライブ延期について】（エレファンク庭公式サイト）。東京都知事からの新型コロナウイルスに関する新たな対応方針の発表を受け、4月3日人数限定主催イベント「Private Garden」は延期。
- 4月7日、【新型コロナウイルス感染拡大によるライブ活動自粛について［第5報］】（エレファンク庭公式サイト）。4月7日、政府による新型コロナウイルスに関する緊急事態宣言を受け、5月6日までLIVE活動は延期する判断に至る。※活動拠点・東京都を含む8都道府県に緊急事態宣言が発令。4月16日には全国に緊急事態宣言が拡大（5月25日まで緊急事態宣言が延長となり、ライブハウスも営業自粛要請発令）。
- 4月10日、翌月5日発売予定の1st.Albumのタイトル名が「Funky Journey」に決定。今回のAlbumのテーマは【宇宙旅行を楽しむファンキー女子】。
- 4月17日、“椎名（しいな・417）の日”にちなみ、椎名美友セルフプロデュースグッズがSuzuriにて限定発売[12]。
- 4月21日、新曲「BIG BANG 番 BANG」がオリコンミュージックストアで4月24日より独占ダウンロード配信スタート。
- 4月21日、21時よりZoom（ビデオチャットサービス）を使った配信「エレファンクZOOM庭」初回配信。
- 4月24日、翌月5日発売、1st.Album「Funky Journey」CDリリース延期。ダウンロード配信は翌月1日より開始。
- 5月1日、1st.Album「Funky Journey」ダウンロード配信開始。CD販売は無期限延期。
- 5月10日、「エレファンクZOOM庭」を毎週水曜日、日曜日の21時より60分間、公式YouTubeチャンネルにてライブ配信を予定。
- 5月31日、同月25日の緊急事態宣言解除以降初の配信ライブ出演決定。翌月6月8日、武井麻里子pre.「エレ家～ele house~」19時配信開始。
- 6月6日、同月8日の配信ライブ終了後、リモート特典会を開催することを発表。ビデオチャットアプリ「WithLive」を使ったリモート特典会。2分間1枠の事前予約制。
- 6月17日、1st.Album「Funky Journey」オンラインストアにてCD販売開始。
- 6月20日、同月19日にライブハウス休業要請解除後、初の有観客ライブ出演が決定。6月28日　JaccaPoP presents.「ラムネ vol.5」(新宿FATE）3部構成（2部・3部に出演）、各部定員20名限定ライブ。
- 6月28日、JaccaPoP presents.「ラムネ vol.5」(新宿FATE）出演。同年2月25日以来の有観客ライブとなる。
- 7月4日、1st.Album「Funky Journey」のストリーミング配信開始。
- 7月6日、「東条優希」が健康上の理由により、しばらくの間 ライブ活動を休止。
- 7月13日、翌月14日に「としまえんMusic Live Stage」出演決定。
- 7月26日、自粛期間明けの初の主催ライブ、8月19日「エレファンク庭 only live 新川蘭Birthday Green Garden」（青山RizM）決定。抽選45名の限定ライブ。
- 8月2日、WIZY×エレファンク庭「ICARUS」MV公開試写イベント（クラウドファンディングのリターン特典）が都内某所（スタンダード会議室　秋葉原店）にて開催。同日20時よりYouTubeチャンネルにて公開。翌日8月3日にはMAKING MOVIEが公開。
- 8月4日、「橋本愛夢」は本人の希望によりグループを脱退、当日付で契約を終了。健康上の理由により7月4日より活動休止している「東条優希」は本日付けで活動を停止し、9月7日をもって契約を終了 [13]。また、同日3人体制に変わることでアーティスト写真を刷新。人数が変われどコンセプトは変わらずに「お洒落だけどヒューマニティー」。
- 8月5日、日刊スポーツにてエレファンク庭の記事掲載。ニッカン4356（よみごろ）情報にて [14]。
- 8月19日、主催ライブ「エレファンク庭only live 新川蘭 Birthday Green Garden」（青山RizM）開催。健康上の理由で活動を停止していた「東条優希」が最後のライブ。歌ったのはデビュー曲「立つ鳥跡を濁せ」のアコースティックver.。新川蘭「地元LOVE」のピアノ弾き語りを披露。
- 8月26日、TOKYO IDOL FESTIVAL オンライン2020出演決定。翌月9月2日にエレファンク庭の出演日が翌々月10月2日に発表され、9月18日にタイムテーブルが発表される [15] [16]。
- 9月7日、「東条優希　卒業撮影会」（スタジオティノラス）開催。メンバー4人と共にスタジオにて最初で最後の撮影会。
- 9月24日、TOKYO IDOL FESTIVAL オンライン2020にて新曲「Cloud9」初披露＆3ヶ月連続新曲DL配信が決定を発表。
- 9月29日、新曲「Cloud9」ダウンロード配信開始。
- 10月2日、TOKYO IDOL FESTIVAL オンライン 2020に出演。
- 10月13日、主催ライブ「あの・・こんなんやりますケド　早美嘉純バースデー2020」（青山RizM）開催。早美嘉純がドラムソロ披露。so-on、project、G-COMPLEx時代の楽曲メドレーなど多彩な内容のライブ。この日から新曲「3分間ヘブン」ダウンロード配信が開始。同ライブにて初披露。
- 10月19日、「ギュウ農フェス」応援ソングにアイドル62組参加、エレファンク庭も参加 [17]。
- 11月5日、TOKYO IDOL FESTIVAL オンライン2020写真展が開催、同月12日まで。
- 11月30日、新曲「海月の骨」ダウンロード配信開始。
- 12月4日、「踊る私、揺れる庭先　椎名美友バースデー2020」（GARRET udagawa）開催。椎名美友ダンスアクト。また1st.Album「Funky Journey」（2021）がCD-R盤としてRe-Releaseされることが発表。現体制で再レコーディングし直したもので2021年1月8日販売開始。
- 12月8日、「エレファンク庭！YouTube始めます！」コロナ禍から公式YouTubeチャンネルをテコ入れを発表。メンバーオリジナル動画のアップを開始。
- 12月12日、各メンバーのあなたへのメッセージ付きデジタル写真販売サイト、「photo groove」を開始。1枚につき限定5枚のみの販売サービス。
- 12月23日、「椎名美友」持病の椎間板ヘルニア療養のため、翌年2021年1月9日より無期限の療養期間に入ることを公式サイトと配信ライブのMCで報告。2021年1月9日以降のライブは当面「新川蘭」「早美嘉純」の2人体制でのライブ出演となる。
- 12月24日、3rd.Single「序破Q」CD-R販売、サブスクリプション解禁、ダウンロード全解禁。
- 12月25日、「SPARK SPEAKER7日間戦争」（新宿FATE）から「序破Q」会場物販にて販売開始。

### 2021年
- 1月2日、YouTubeチャンネルにて【重大】「エレファンク庭から皆様へ」というタイトルで動画投稿。年内にYouTubeチャンネル登録者数5000人超えなかった場合、メンバー全員でバンジージャンプを決行。
- 1月5日、東京都からの飲食店の営業時間についての時短要請によりライブハウスの営業時間20時までとなるため、1月8日の主催ライブ開催の有無を含め各方面と協議し 明日までに詳細を発表とのアナウンス。
- 1月6日、1月8日開催の主催ライブ「YOUtopia vol.2 2nd Anniversary公演」（青山RizM）は当初のスリーマンライブ（共演：SPARK SPEAKER、ユレルランドスケープ）からワンマンライブに変更。開演時間も18時からの開演、20時完全撤収となる。
- 1月8日、2020年6月に発売されたAlbum「Funky Journey」を現行の3人体制で収録し直したCD-Rアルバム「Funky Journey」（2021）が販売開始とともに、サブスクリクション＆ダウンロード配信解禁。
- 2月1日、新メンバー「長谷川怜」の加入を発表、4名体制になる [18]。
- 2月19日、主催ライブ「YOUTopia Vol.3」（青山RizM）にて「長谷川怜」ライブMC、特典会に初参加。ライブ終了後21時より、ZOOMを使ってのメンバー全員とのリモートオフ会「オンライン称賛会」が初開催。
- 3月3日、エレファンク庭のTikTok公式アカウント開設。以後毎日更新。
- 3月6日、ギュウ農フェス応援ソング「Arise -それぞれの場所-」が完成。3月7日よりOTOTOYにて限定配信開始。オフィシャルMVはYouTubeにて公開。エレファンク庭からは早美嘉純が参加。
- 3月7日、「iColony LIVE EXTRA -DAYLIGHT-」（GOTANDA G5）より「椎名美友」、療養期間を経てライブ復帰。
- 3月17日、TikTokにエレファンク庭の楽曲が登録される。
- 3月26日、主催ライブ「YOUTopia vol.4」（青山RizM）にて「長谷川怜」ライブデビュー。
- 3月26日、昨年12月にリリースされた「序破Q」に「エレファンク庭」を加え「長谷川怜」と共に収録し直したCD-Rアルバム「序破Q庭」が会場物販にて販売開始。
- 4月23日、ライブ出演後、Spotifyにてその日のセットリストを公開する新たな試みを開始。
- 5月1日、「序破Q庭」のサブスクリプション&ダウンロード配信解禁。
- 5月1日 - 5日までTikTokライブまたは公式YouTubeチャンネルにて毎日生配信【エレ庭GW配信祭り】を開催。
- 5月8日、緊急事態宣言延長により5月14日開催予定だった主催ライブ「DISCO エレファンクトーキョー REI HASEGAWA BIRTHDAY SPECIAL」の延期を発表。
- 6月6日、初のインストアライブイベント「プレゼンス」（タワーレコード渋谷店）開催。6月2日 - 13日までCD-Rシングル「序破Q庭」がイベント対象特典付きで販売。
- 6月23日、CD-Rシングル「序破Q庭」、タワーレコード渋谷店、タワーレコード難波店の2店舗にて取り扱い開始。
- 6月25日、同年5月14日開催予定だった主催ライブ「DISCO エレファンクトーキョー REI HASEGAWA BIRTHDAY SPECIAL」を開催。
- 6月29日、TBSラジオ「アフター6ジャンクション」18時台放送【カルチャートーク】最新アイドルソング時評 with 白夜書房・森田秀一（BUBKA/マブ論）にて、エレファンク庭が紹介 「Cloud 9」がオンエア。Spotifyのアフター6 ジャンクション番組公式PODCASTにてアーカイブが聴取可能 [19]
- 6月30日、同日発売の雑誌「BUBKA 2021年8月号」（白夜書房）のコラム「RYMSTER宇多丸のマブ論」にて「序破Q庭」のレビューが掲載。
- 7月3日・4日、2日連続開催のインストアライブイベント「プレゼンス vol.2」（タワーレコード渋谷店）開催。7月3日から7月12日までCD-Rシングル「序破Q庭」がイベント対象特典付きで販売。
- 7月28日、メンバーの中で新型コロナウイルス感染を確認。当日生配信予定だった「エレファンクZOOM庭」の中止をはじめ 7月30日開催予定の主催ライブ「YOUtopia Vol.6」（Studio Freedom）の延期、8月9日までの出演が決定していたイベントへの出演辞退を公式サイトにて発表。
- 8月3日、新型コロナウィルス感染拡大が広がる中、新たにメンバー1人の新型コロナウイルス感染を確認。8月11日までの出演が決定していたイベントへの出演辞退を公式サイトにて発表。更に7日、8月19日までのイベント辞退を公式サイトにて発表した [20]。
- 8月31日、この日のライブ出演をもってグループ活動を再開した。
- 10月23日、新メンバーオーディション開始[21]。
- 11月8日、「新川蘭」が年内の卒業ライブをもってグループからの卒業を発表[22]。
- 11月17日、同日発売の週刊少年サンデーに新メンバーオーディションの告知を掲載。
- 12月28日、「新川蘭卒業ライブ Thank you」開催。これをもって新川蘭はエレファンク庭から卒業。同月30日をもって各SNSを閉鎖し年内に契約を終了し、卒業後はアイドルを引退。

### 2022年
- 1月8日、主催ライブ「エレファンク庭 presents ～ 3rd  Anniversary Live ～ 」（GARRET udagawa）にて1月21日に新曲「Dark Side Moon」を配信リリースする事を発表[23]。
- 1月21日、「Dark Side Moon」を各サブスクリプションにてダウンロードリリース、ミュージックビデオも公開した[24]。
- 1月22日、「エレファンク庭presents Live」 （GARRET udagawa）にて新曲「Dark Side Moon」を初披露。
- 1月27日、メンバーの体調不良の為、当日に予定されていたZOOM庭とTalkportの中止、その後の対バンライブもキャンセルすると公式SNSが発表した。
- 2月4日、メンバーの新型コロナウイルス感染を発表。残りのメンバーでZOOM庭、Talkportから活動再開。
- 2月18日、同月25日にリリース予定であり開催予定だった新曲「TO源KYO」の発売、リリースイベントの延期を発表[25]。
- 3月1日、「椎名美友」病気の治療の為、暫く療養する事を発表[26]。
- 3月10日、「Pokémon 25: Yaffle - Reconnect（feat. Daichi Yamamoto & AAAMYYY）」のMVに「椎名美友」が出演したと発表。
- 3月25日、発売を延期していた新曲「TO源KYO」をデジタルリリース。
- 4月22日、新曲「以心伝心トゥナイトラッキー」をデジタルリリース。
- 5月13日、「Rei Hasegawa Birthday Anniversary CD Release Ｗ anniversary Event」（青山RizM）開催。1st EP「RESURRECTION」をリリース。
- 5月18日、新メンバー「北島摩耶」の加入を発表、4人体制となる[27]。
- 6月11日、「フィリピンEXPO 2022」にて「北島摩耶」ライブデビュー。
- 10月16日、「ギュウ農フェス秋のSP2022 お台場2days-Field of Dreams」に出演。ギュウ農フェスには3年ぶりの出演。
- 10月30日、新メンバー「松本真依」の加入を発表、5人体制となる[28]。
- 11月20日、主催ライブ「YOUtopia Vol.8」（新宿SAMURAI）にて「松本真依」ライブデビュー。
- 12月1日、グループ公式サイトから「椎名美友」が本人からの申し出によりグループを同月1日付で脱退したと発表[29]。4人体制となる。

### 2023年
- 1月13日、トークイベント「裏庭Vol.3」（NAKED LOFT YOKOHAMA）を開催。
- 1月20日、結成4周年主催記念ライブ「YOUtopia Vol.9 4th Anniversary Live」（青山RizM）を開催。そこで重大発表がなされ「9ヶ月連続CD-R盤をリリース」「同年11月に新曲を発表」そして同年11月10日、青山RizMにて4年ぶりとなるワンマンライブ「エレファンク庭 2nd One Man ヒトトキノ無我夢中 vol.2」を開催する事を発表した[30]。
- 3月24日、「Mai Matsumoto Birthday Live」 ~Happy Maicha Day~ を開催。
- 4月3日、トークイベント「裏庭Vol.4」を開催。
- 4月14日、「北島摩耶BIRTHDAY LIVE2023~Mayapoyo Worldへご案内します~」を開催。
- 5月12日、「ガワfes. Rei Hasegawa Birthday Live」を開催。
- 8月13日、エレファンク庭のプロデューサーzoppが出演する「ジョイミューラジオ」が主催した初のVRイベント「VRミュージックフェス Vol.3」に出演。
- 9月30日、原宿・竹下通り沿いモニターにて翌月の10月1日 - 31日の1ヶ月間に翌月のワンマンライブのスポットCM放映決定を発表。
- 10月13日、「Kasumi Hayami Birthday Live -Take Me Out to the Ball Game-」を開催。
- 11月10日、エレファンク庭ワンマンライブ	2ndワンマン「ヒトトキノ無我夢中 Vol.2」を青山RizMにて開催。チケットはソールドアウトし、そこで2023年12月25日に、Two Side Best Album「"Fashionable" & "Humanity"」を配信&CD-R Release決定を発表。そして2024年1月28日に新曲「Yin Yang」を発売を発表した。
- 11月26日、メンバーの体調不良により同月中のライブ出演と毎週おこなっていたYouTubeの生配信「Zoom庭」を中止する事を発表した[31]。
- 11月29日、2nd ONE MAN LIVEを終え、メンバーよりグループ脱退の申し出があり、運営スタッフ・メンバーでの話し合いを経て、発表当日の11月29日をもって現体制での活動を終了すると発表した。「早美嘉純」「長谷川怜」はエレファンク庭のメンバーとして今後も活動を継続し 「北島摩耶」は、方向性の違いから脱退、違う場所でのアーティスト活動を目指し、「松本真依」は、方向性の違いから脱退、今後の活動は現在未定となっていると発表した。また12月25日にリリースを予定していたTwo side Best Album「Fashionable」・「Humanity」と、2023年1月28日にリリースを予定していた新曲「Yin Yang」はどちらもリリースを一旦保留する事も発表した。翌月12月15日開催の「【裏庭】-2nd ONE MAN LIVE打ち上げ称賛会-」は早美・長谷川の2名で開催し、また当面の対バンライブ等のイベントの辞退、翌年1月5日開催の「YOUtopia Vol.10 5th Anniversary Live」は開催を中止する事も発表した[32]。

### 2024年
- 1月5日、エレファンク庭公式サイトにて2024年11月に3rdワンマンライブ「ヒトトキノ無我夢中 vol.3」を渋谷WWW Xにて開催する事を発表した[33]。
- 4月1日、一岡杏奈と神咲里奈の加入を発表[34][35]。
- 4月20日、グループ活動休止から半年ぶりとなる主催ライブ「Ele Funk Garden オープンガーデン ~庭めぐりの旅を堪能しましょう~」を青山RizMにて開催[36]。
- 5月17日、「ガワフェス Vol.2」を青山RizMにて開催。同日新曲「Ying Yang」をCD-Rにて発売[37]。
- 6月18日、「Do the Funk〜108の煩悩〜」をCD-Rにて発売。メンバーの長谷川怜が振り付けた。
- 7月2日、翌日3日に「札束ビンタ(Future Funk Remix)」がCD-Rにて発売を発表。それと、以前発売が延期された2 Side Best Album「Fashionable」「Humanity」が新メンバーの音声で再録。翌月、8月9日にCD&デジタルにてリリースする事を発表。
- 8月2日、「裏庭 ベストアルバム発売前夜祭」をNaked Loft Yokohamaにて開催。
- 8月9日、2 Side Best Album「Fashionable」「Humanity」を発売。同時にデジタルリリース。
- 9月6日、2 Side Best Album「Fashionable」「Humanity」のリリースイベントを青山RizMにて開催。
- 10月11日、「Birthday Halloween Night 10月のオンナタチ」を青山RizMにて開催。
- 11月29日、「3ndワンマン「ヒトトキノ無我夢中 Vol.3」を 渋谷WWW Xにて開催。
- 12月6日、「【Uchiage Garden】~裏庭 ワンマン称賛会~」をNaked Loft Yokohamaにて開催。

### 2025年
- 1月8日、公式Xサイトにて「2025年自主イベント」を開催する事を発表。まずは同月15日「カラオケ庭」を開催する事を発表[38]。
- 1月10日、「6th Anniversary Live SIX SENCE」を青山RizMにて開催。
- 1月13日、3ndワンマン「ヒトトキノ無我夢中 Vol.3」のライブ動画を同月17日にYouTubeにて公開する事を発表。
- 1月31日、一岡杏奈 Birthday Live 「♡かわいいパーティ2025♡」を青山RizMにて開催。
- 2月7日、裏庭「かわいいパーティ称賛会」を開催。
- 3月3日、エレファンク庭公式サイトにて エレファンク庭が同年5月9日に閉庭、同年5月2日青山RizMにてラストライブをすることを発表した[39]。約6年の活動に終止符を打つ事になる。
- 5月2日、ラストライブ「CLOSED GARDEN」を青山RizMにて開催。
- 5月9日、閉庭（解散）。

## 作品

### シングル（流通盤）
| 通番 | 発売日         | タイトル                                     | 販売形態 | 規格品番  | 備考                                       |
| ---- | -------------- | -------------------------------------------- | -------- | --------- | ------------------------------------------ |
| 1    | 2019年8月25日  | 「エレファンク庭 / ICARUS」                  | CD       | NIWA-0001 | 物販、公式ストアにて発売 ダブルA面シングル |
| 2    | 2019年11月15日 | 「Romantic Discotheque/Tick-Tack Tick-Tack」 | CD       | NIWA-0002 | 物販、公式ストアにて発売                   |
| 3    | 2019年11月15日 | 「Romantic Discotheque/札束ビンタ」          | CD       | NIWA-0003 | 物販、公式ストアにて発売                   |

### アルバム
| 通番 | 発売日        | タイトル                   | 販売形態 | 規格品番  | 備考                                                                         |
| ---- | ------------- | -------------------------- | -------- | --------- | ---------------------------------------------------------------------------- |
| 1    | 2019年2月10日 | 「GARDENER」(Inst EP)      | CD       | NIWA-0004 | 物販、公式ストアにて発売                                                     |
| 2    | 2020年6月17日 | 「Funky Journey」          | CD       | NIWA-0005 | 公式ストアにて発売 ※2020年5月1日先行DL配信                                   |
| 3    | 2021年1月8日  | 「Funky Journey」(2021)    | CD-R     |           | 会場物販、及びDL＆サブスク配信                                               |
| 4    | 2021年3月26日 | 「序破Q庭」                | CD-R     |           | 物販、公式ストアにて発売 タワーレコード渋谷店、難波店にて6月23日より限定発売 |
| 5    | 2022年5月13日 | 「RESURRECTION」（1st EP） | CD       | NIWA-0008 | 物販、公式ストアにて発売 物販:¥3,000特典チェキ券2枚、通販:¥2,000特典なし     |
| 6    | 2024年8月9日  | 「Fashionable」            | CD       |           | 物販、公式ストアにて発売 デジタルリリース                                    |
| 7    | 2024年8月9日  | 「Humanity」               | CD       |           | 物販、公式ストアにて発売 デジタルリリース                                    |

### シングル（CD-R盤、ダウンロードシングル）
| 通番 | 発売日         | タイトル                                  | 販売形態         | 規格品番 | 備考                                                                                                 |
| ---- | -------------- | ----------------------------------------- | ---------------- | -------- | --- |
| 1    | 2019年1月5日   | 「立つ鳥跡を濁せ」                        | CD-R             | EFG-0001 | 会場物販のみ                                                                                         |
| 2    | 2019年4月21日  | 「39平成」                                | CD-R             | EFG-0002 | 会場物販のみ                                                                                         |
| 3    | 2019年5月3日   | 「エウレカ！エウレカ！」                  | CD-R             | EFG-0003 | 会場物販のみ                                                                                         |
| 4    | 2019年8月10日  | 「エレファンク庭」                        | ダウンロード配信 |          | 1st Single「エレファンク庭/ICARUS」先行DL                                                            |
| 5    | 2019年9月13日  | 「DADA」                                  | CD-R             | EFG-0004 | 会場物販のみ                                                                                         |
| 6    | 2019年11月30日 | 「サヨナラモラハラ」                      | CD-R             | EFG-0005 | 会場物販のみ                                                                                         |
| 7    | 2020年4月24日  | 「BIG BANG 番 BANG」                      | ダウンロード配信 |          | 1stAlbum「Fanky Jaurney」発売記念、先行DLシングル曲                                                  |
| 8    | 2020年9月29日  | 「Cloud9」                                | ダウンロード配信 |          | 3ヶ月連続リリースDLシングルの第1弾。”序”                                                             |
| 9    | 2020年10月13日 | 「3分間ヘブン」                           | ダウンロード配信 |          | 3ヶ月連続リリースDLシングルの第2弾。”破”                                                             |
| 10   | 2020年11月30日 | 「海月の骨」                              | ダウンロード配信 |          | 3ヶ月連続リリースDLシングルの第3弾。”Q”                                                              |
| 11   | 2020年12月24日 | 「序破Q」                                 | CD-R             |          | 物販、配信DLにて発売                                                                                 |
| 12   | 2022年1月21日  | 「Dark Side Moon」                        | ダウンロード配信 |          | サブスクリプション同時公開                                                                           |
| 13   | 2022年3月25日  | 「TO源KYO」                               | ダウンロード配信 |          | サブスクリプション同時配信                                                                           |
| 14   | 2022年4月22日  | 「以心伝心トゥナイトラッキー」            | ダウンロード配信 |          | サブスクリプション同時配信                                                                           |
| 15   | 2023年2月14日  | 「エレファンク庭/ICARUS」                 | CD-R             |          | 再録・ジャケット5種ランダム販売・特典-限定公開-YOUTUBE動画QRコード                                   |
| 16   | 2023年3月24日  | 「Cloud9/DADA」                           | CD-R             |          | 再録・ジャケット5種ランダム販売・特典-限定公開-YouTube動画QRコード・ランダムサイン・メンバー記入盤面 |
| 17   | 2023年4月14日  | 「TO源KYO/エウレカ!エウレカ!」            | CD-R             |          | 再録・特典 ランダムサイン・メンバー記入盤面                                                          |
| 18   | 2023年5月12日  | 「Dark Side Moon/立つ鳥跡を濁せ」         | CD-R             |          | 再録・特典 ランダムサイン・メンバー記入盤面                                                          |
| 19   | 2023年6月10日  | 「3分間ヘブン/Tick-Tack Tick-Tack」       | CD-R             |          | Random Sale / Jacket - 5types - 再録・特典 ランダムサイン・ メンバー記入盤面                         |
| 20   | 2023年7月12日  | 「海月の骨/Funky Journey Fantasy」        | CD-R             |          | Random Sale / Jacket-5types -再録・特典 ランダムサイン・メンバー記入盤面                             |
| 21   | 2023年8月11日  | 「Romantic Discotheque/BIG BANG 番 BANG」 | CD-R             |          | Random Sale / Jacket-5types -再録・特典 ランダムサイン・メンバー記入盤面                             |
| 22   | 2023年9月28日  | 「サヨナラモラハラ/札束ビンタ」           | CD-R             |          | Random Sale / Jacket-5types -再録・特典 ランダムサイン・メンバー記入盤面                             |
| 23   | 2023年10月13日 | 「以心伝心トゥナイトラッキー/39平成」     | CD-R             |          | Random Sale / Jacket-5types -再録・特典 ランダムサイン・メンバー記入盤面                             |
| 24   | 2024年5月17日  | 「Yin Yang」                              | CD-R             |          | Random Sale / Jacket-5types -再録・特典 ランダムサイン・メンバー記入盤面 /公式サイト通販             |
| 25   | 2024年6月18日  | 「Do the Funk~108の煩悩~」                | CD-R             |          | Random Sale / Jacket-5types - 特典 ランダムサイン・メンバー記入盤面 /公式サイト通販                  |
| 26   | 2024年7月3日   | 「札束ビンタ FUTURE FUNK REMIX」          | CD-R             |          | デジタルリリース                                                                                     |

## ライブ・イベント

### ワンマンライブ
| 公演日   | 公演名                                  | 会場      | 備考 |
| -------- | --------------------------------------- | --------- | --- |
| 12月29日 | 1stワンマン「ヒトトキノ無我夢中」       | 渋谷WWW X | 来場者特典:クリアファイル2枚セット 昼公演「庭には何羽鶏がいる」はDAN⇄JYOとONE CHANCEとのスリーマンライブ |
| 公演日   | 公演名                                  | 会場      | 備考 |
| 11月10日 | 2ndワンマン「ヒトトキノ無我夢中 Vol.2」 | 青山RizM  | 来場者特典                                                                                               |
| 公演日   | 公演名                                  | 会場      | 備考 |
| 11月29日 | 3ndワンマン「ヒトトキノ無我夢中 Vol.3」 | 渋谷WWW X | 来場者特典:前物販グッズ販売                                                                              |

### ライブ・イベント
※その他、対バンライブ、配信イベントなどのアイドルイベントに出演。

## 出演

### テレビ
- 『よるのブランチ』（2021年6月2日、TBS）
- 『ニノさん』 （2021年12月12日、日本テレビ）

### ラジオ
- 『Music Hot Flavor』（2019年11月3日・10日、全国コミュニティ放送局）
- 『Friday Hit☆Magic～iColony RADIO～』（2021年3月26日、レインボータウンエフエム放送）
- 『ジョイミューラジオ』（Inter FM）
  - （2022年7月16日）- 早美
  - （2023年8月12日）- 長谷川・松本
  - （2023年10月21日）- 長谷川・北島
  - （2024年5月18日）- 早美・一岡
- 『マヨバカ学園』（2023年8月、マシェバラ）- 北島
- 『non stop music zone 「music forest マヨバカ学園特番」』（2023年9月3日、渋谷クロスFM）- アシスタントMC 北島
- まりなのラジマジ （2024年7月2日、YouTube）

### ネット
- 『アイドルが遊ぶ。』 （2019年10月4日、TIF裏チャンネル）